# Giovanni Bernardino Grandopoli
Giovanni Bernardino Grandopoli (falecido em 1590) foi um prelado católico romano que serviu como bispo de Lettere-Gragnano (1576–1590).

## Biografia
No dia 19 de setembro de 1576, Giovanni Bernardino Grandopoli foi nomeado durante o papado de Gregório XIII como Bispo de Lettere-Gragnano. A 4 de novembro de 1576, foi consagrado bispo por Giulio Antonio Santorio, cardeal-sacerdote de San Bartolomeo all'Isola, com Cesare de' Giacomelli, bispo de Belcastro, e Gaspare Viviani, bispo de Hierapetra et Sitia, servindo como co-consagradores. Grandopoli serviu como Bispo de Lettere-Gragnano até à sua morte em 1590.
Enquanto bispo, foi o principal co-consagrador de Francesco D'Afflitto, Bispo de Scala (1583).